# Trichomalopsis australiensis
Trichomalopsis australiensis är en stekelart som först beskrevs av Girault 1926.  Trichomalopsis australiensis ingår i släktet Trichomalopsis och familjen puppglanssteklar. Inga underarter finns listade i Catalogue of Life.